# Gary Unmarried/Episodenliste

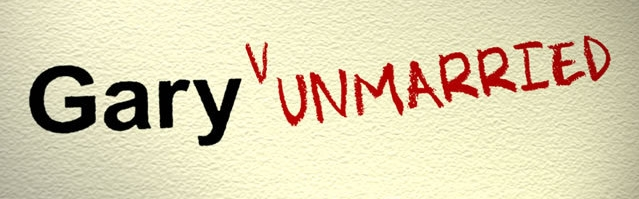
Logo zur Serie

Diese Episodenliste enthält alle Episoden der US-amerikanischen Fernsehserie Gary Unmarried, sortiert nach der US-amerikanischen Erstausstrahlung. Zwischen 2008 und 2010 entstanden in 2 Staffeln 37 Episoden mit einer Länge von 22 Minuten.

## Übersicht
| Staffel | Episodenanzahl | Erstausstrahlung USA | Erstausstrahlung USA | Deutschsprachige Erstausstrahlung | Deutschsprachige Erstausstrahlung |
| Staffel | Episodenanzahl | Staffelpremiere      | Staffelfinale        | Staffelpremiere                   | Staffelfinale                     |
| ------- | -------------- | -------------------- | -------------------- | --------------------------------- | --------------------------------- |
| 1       | 20             | 24. September 2008   | 20. Mai 2009         | 6. Oktober 2009                   | 21. Februar 2010                  |
| 2       | 17             | 23. September 2009   | 17. März 2010        | 11. Oktober 2010                  | 8. November 2010                  |

## Staffel 1
Die Erstausstrahlung der ersten Staffel war vom 24. September 2008 bis zum 20. Mai 2009 auf dem US-amerikanischen Sender CBS zu sehen. Die deutschsprachige Erstausstrahlung sendete der deutsche Free-TV-Sender Comedy Central vom 6. Oktober 2009 bis zum 21. Februar 2010.
| Nr. (ges.) | Nr. (St.) | Deutscher Titel          | Originaltitel                             | Erstausstrahlung USA | Deutschsprachige Erstausstrahlung (D) | Regie         | Drehbuch                         |
| ---------- | --------- | ------------------------ | ----------------------------------------- | -------------------- | ------------------------------------- | ------------- | -------------------------------- |
| 1          | 1         | Die Neuen                | Pilot                                     | 24. Sep. 2008        | 6. Okt. 2009                          | Ted Wass      | Ed Yeager                        |
| 2          | 2         | Der Burner               | Gary Gets Boundaries                      | 1. Okt. 2008         | 13. Okt. 2009                         | James Burrows | Ed Yeager                        |
| 3          | 3         | Bitte heirate meine Frau | Gary Marries off His Ex                   | 8. Okt. 2008         | 20. Okt. 2009                         | James Burrows | Janae Bakken                     |
| 4          | 4         | Reinen Tisch             | Gary Gets His Stuff Back                  | 15. Okt. 2008        | 27. Okt. 2009                         | James Burrows | Matt Goldman                     |
| 5          | 5         | Was hat sie gesagt?      | Gary Breaks Up His Ex-wife and Girlfriend | 22. Okt. 2008        | 3. Nov. 2009                          | James Burrows | Ira Ungerleider                  |
| 6          | 6         | Der Freundeskreis        | Gary Meets The Gang                       | 5. Nov. 2008         | 10. Nov. 2009                         | James Burrows | Susan McMartin                   |
| 7          | 7         | Der Hochzeitstag         | Gary and Allison’s Restaurant             | 12. Nov. 2008        | 17. Nov. 2009                         | James Burrows | Bill Daly                        |
| 8          | 8         | Das Geständnis           | Gary and Allison Brooks                   | 19. Nov. 2008        | 24. Nov. 2009                         | James Burrows | Ed Brown & Scott Parkin          |
| 9          | 9         | Thanksgiving             | Gary Gives Thanks                         | 26. Nov. 2008        | 1. Dez. 2009                          | James Burrows | Mark Gross                       |
| 10         | 10        | Das Konzert              | Gary Goes First                           | 10. Dez. 2008        | 8. Dez. 2009                          | James Burrows | Julie Bean                       |
| 11         | 11        | Männersache              | Gary Toughens Up Tom                      | 17. Dez. 2008        | 18. Dez. 2009                         | James Burrows | Ric Swartzlander                 |
| 12         | 12        | Die Lehrerin             | Gary Dates Louise’s Teacher               | 14. Jan. 2009        | 1. Jan. 2010                          | James Burrows | Barry Langer                     |
| 13         | 13        | Das Unglück              | Gary Moves Back In                        | 21. Jan. 2009        | 8. Jan. 2010                          | James Burrows | Bill Daly & Mark Gross           |
| 14         | 14        | Die kleine Schwester     | Gary and Dennis’ Sister                   | 11. Feb. 2009        | 15. Jan. 2010                         | James Burrows | Julie Bean & Susan McMartin      |
| 15         | 15        | Der Ex-Schwager          | Gary’s Ex-Brother-In-Law                  | 18. Feb. 2009        | 17. Jan. 2010                         | James Burrows | Mark Jordan Legan & Terry Mulroy |
| 16         | 16        | Das Veto-Recht           | Gary Uses His Veto                        | 11. März 2009        | 24. Jan. 2010                         | James Burrows | Jana Hunter & Mitch Hunter       |
| 17         | 17        | Das Opfer der Oper       | Gary Hooks Up Allison                     | 18. März 2009        | 30. Jan. 2010                         | James Burrows | Ira Ungerleider                  |
| 18         | 18        | Die Trophäe              | Gary and the Trophy                       | 8. Apr. 2009         | 7. Feb. 2010                          | James Burrows | Rob DesHotel                     |
| 19         | 19        | Der Halbbruder           | Gary and His Half Brother                 | 6. Mai 2009          | 14. Feb. 2010                         | James Burrows | Scott Parkin & Ed Brown          |
| 20         | 20        | Alte Gewohnheiten        | Gary Fixes Allison’s Garbage Disposal     | 20. Mai 2009         | 21. Feb. 2010                         | James Burrows | Ed Yeager & Ric Swartzlander     |

## Staffel 2
Die Erstausstrahlung der zweiten Staffel war vom 23. September 2009 bis zum 17. März 2010 auf dem US-amerikanischen Sender CBS zu sehen. Die deutschsprachige Erstausstrahlung sendete der österreichische Free-TV-Sender Comedy Central vom 11. Oktober bis zum 8. November 2010.
| Nr. (ges.) | Nr. (St.) | Deutscher Titel            | Originaltitel                          | Erstausstrahlung USA | Deutschsprachige Erstausstrahlung (D) | Regie         | Drehbuch                        |
| ---------- | --------- | -------------------------- | -------------------------------------- | -------------------- | ------------------------------------- | ------------- | ------------------------------- |
| 21         | 1         | Der Traumjob               | Gary Has A Dream                       | 23. Sep. 2009        | 11. Okt. 2010                         | James Burrows | Mark Gross                      |
| 22         | 2         | Das Geburtstags-Duell      | Gary Promises Too Much                 | 30. Sep. 2009        | 12. Okt. 2010                         | James Burrows | Sally Bradford                  |
| 23         | 3         | Einen Versuch ist’s wert   | Gary’s Demo                            | 7. Okt. 2009         | 13. Okt. 2010                         | James Burrows | Wil Calhoun                     |
| 24         | 4         | Hecht im Karpfenteich      | Gary Shoots Fish in a Barrel           | 14. Okt. 2009        | 14. Okt. 2010                         | James Burrows | Ira Ungerleider                 |
| 25         | 5         | Die Probesendung           | Gary on the Air                        | 21. Okt. 2009        | 18. Okt. 2010                         | James Burrows | Rob Deshotel                    |
| 26         | 6         | Familie und Beruf          | Gary Tries To Do It All                | 28. Okt. 2009        | 19. Okt. 2010                         | James Burrows | Bill Daly                       |
| 27         | 7         | Die gemeinsame Freundin    | Gary and Allison’s Friend              | 4. Nov. 2009         | 20. Okt. 2010                         | James Burrows | Julie Bean                      |
| 28         | 8         | Thanksgiving mit Familie   | Gary Apologizes                        | 18. Nov. 2009        | 21. Okt. 2010                         | James Burrows | Jill Cargerman                  |
| 29         | 9         | Das Geheimnis              | Gary Keeps a Secret                    | 25. Nov. 2009        | 25. Okt. 2010                         | James Burrows | Brian Keith Etheridge           |
| 30         | 10        | Eine Frage der Prioritäten | Gary Gives Sasha His Full Attention    | 9. Dez. 2009         | 27. Okt. 2010                         | James Burrows | Mark Gross                      |
| 31         | 11        | Eine Bootsfahrt            | Gary Is A Boat Guy                     | 16. Dez. 2009        | 28. Okt. 2010                         | James Burrows | Wil Calhoun                     |
| 32         | 12        | Tom auf Abwegen            | Gary Feels Tom Slipping Away           | 13. Jan. 2010        | 26. Okt. 2010                         | James Burrows | Kevin Lappin                    |
| 33         | 13        | Liebe am Arbeitsplatz      | Gary Has To Choose                     | 20. Jan. 2010        | 1. Nov. 2010                          | James Burrows | Sally Bradford                  |
| 34         | 14        | Geschenk zum Valentinstag  | Gary Lowers the Bar                    | 10. Feb. 2010        | 2. Nov. 2010                          | James Burrows | Jill Cargerman                  |
| 35         | 15        | Garys große Klappe         | Gary’s Big Mouth                       | 3. März 2010         | 3. Nov. 2010                          | James Burrows | Bill Daly                       |
| 36         | 16        | Ein Job für Mitch          | Gary Tries to Find Something for Mitch | 10. März 2010        | 4. Nov. 2010                          | James Burrows | Sam Johnson                     |
| 37         | 17        | Doch nicht geschieden?     | Gary Unmarried?                        | 17. März 2010        | 8. Nov. 2010                          | James Burrows | Rob DesHotel & Ira Ungerleiders |